# 佐古駿
迫留 駿（さこどめ　しゅん、1990年8月10日 - ）は、奈良県橿原市出身の元プロ野球選手（投手、外野手）。

## 経歴

### プロ入り前
奈良県橿原市出身。中学校で硬式野球を始める。高校は石川県の日本航空第二高等学校(現日本航空高等学校石川)へ進学。その後野球部を退部し、その身体能力からラグビー部にスカウトされる。ラグビー部では石川県代表として全国大会に出場している。2007年10月に退学後、野球への思いを断ち切れず、2009年、クラブチームの京都フルカウンツに入団。
2010年、独立リーグ・四国アイランドリーグplusの高知ファイティングドッグスのテストを受け、独自ドラフトにより2011年入団。

### 高知時代
高知入団後は、1年目から公式戦に出場する。プロ公式戦初安打は、2011年4月3日、三重スリーアローズ戦でのレフトへのホームランであった。2011年はリーグトップの12本塁打を放ち、本塁打王でリーグ表彰された。一方三振もリーグ史上初となるシーズン100三振を記録し、その後も退団まで毎年リーグ最多を記録した。
2年目（2012年）は前期に腰を痛めた影響もあり精彩を欠くシーズンとなった。
3年目（2013年）は80試合に出場し、過去最多の打数、打率、出塁率を記録する。8月11日の福岡ソフトバンクホークス3軍との定期交流戦に放ったタイムリーヒットで月間グラゼニ賞（「お金を払ってでも見に来てよかった」と思われるプレーをしたプレーヤーを、監督推薦候補から選考委員会が各チーム1名ずつ選出するリーグ表彰）を受賞した。シーズン終了後の10月に自由契約の公示を受け、退団。

### 石川時代
2013年11月、BCリーグのトライアウトを受け、石川ミリオンスターズから2巡目指名され、2014年1月14日に入団が決定した。
2014年は、外野手登録でありながら、野手としては1試合も出場せず、投手として16試合に登板。防御率6.00の成績だった。
2015年より、投手に転向した。5月20日に任意引退を理由に退団した。

## 人物
目標とする選手は、埼玉西武ライオンズの中村剛也、オリックス・バファローズのT-岡田。
185cm85kg、非常に恵まれた体格の、豪快なフルスイングと長打力を持ち味とする左のスラッガー。

## 詳細情報

### 年度別投手成績
| 年 度     | 球 団     | 登 板 | 勝 利 | 敗 戦 | セ 丨 ブ | 完 投 | 勝 率 | 投 球 回 | 打 者 | 被 安 打 | 被 本 塁 打 | 奪 三 振 | 与 四 球 | 与 死 球 | 失 点 | 自 責 点 | 暴 投 | ボ 丨 ク | 失 策 | 防 御 率 | W H I P |
| --------- | --------- | ----- | ----- | ----- | -------- | ----- | ----- | -------- | ----- | -------- | ----------- | -------- | -------- | -------- | ----- | -------- | ----- | -------- | ----- | -------- | ------- |
| 2014      | 石川      | 16    | 0     | 0     | 0        | 0     | ----  | 9.0      | 55    | 8        | 0           | 5        | 12       | 7        | 13    | 6        | 2     | 0        | 0     | 6.00     | 2.22    |
| 2015      | 石川      | 8     | 0     | 0     | 0        | 0     | ----  | 4.2      | 32    | 8        | 0           | 2        | 7        | 1        | 11    | 5        | 0     | 1        | 0     | 9.64     | 3.57    |
| 通算：2年 | 通算：2年 | 24    | 0     | 0     | 0        | 0     | ----  | 13.2     | 87    | 16       | 0           | 7        | 19       | 8        | 24    | 11       | 2     | 1        | 0     | 7.50     | 2.65    |

### 年度別打撃成績
| 年 度    | 球 団    | 打 率 | 試 合 | 打 席 | 打 数 | 得 点 | 安 打 | 二 塁 打 | 三 塁 打 | 本 塁 打 | 打 点 | 三 振 | 四 球 | 死 球 | 犠 打 | 犠 飛 | 盗 塁 | 長 打 率 | 出 塁 率 | 併 殺 打 | 失 策 |
| -------- | -------- | ----- | ----- | ----- | ----- | ----- | ----- | -------- | -------- | -------- | ----- | ----- | ----- | ----- | ----- | ----- | ----- | -------- | -------- | -------- | ----- |
| 2011     | 高知     | .200  | 60    | 238   | 210   | 25    | 42    | 4        | 2        | 12       | 40    | 100   | 26    | 1     | 0     | 1     | 1     | .410     | .290     |          |       |
| 2012     | 高知     | .151  | 71    | 260   | 232   | 16    | 35    | 9        | 3        | 3        | 17    | 97    | 27    | 0     | 0     | 1     | 0     | .254     | .238     |          |       |
| 2013     | 高知     | .234  | 80    | 309   | 274   | 18    | 64    | 13       | 1        | 5        | 31    | 81    | 31    | 2     | 0     | 2     | 2     | .343     | .313     | 4        | 0     |
| 通算:3年 | 通算:3年 | .197  | 211   | 807   | 716   | 59    | 141   | 26       | 6        | 20       | 88    | 278   | 84    | 3     | 0     | 4     | 3     | .334     | .283     |          |       |

- 各年度の太字はリーグ最高

### 背番号
- 6 （2011年 - 2013年）
- 33 （2014年 - 2015年）

### 登場曲
- 「Fly High」浜崎あゆみ（2013年・高知ファイティングドッグス）